# Odontoloma disalatum
Odontoloma disalatum là một loài bọ cánh cứng trong họ Bọ hung (Scarabaeidae).